# Мора Вагеи
Мора Вагеи је археолошки локалитет утврђења, које се налази се на око 2,5km источно од села Михајловца, на путу према Неготину, на левој обали Kаменичког потока, код његовог ушћа у Дунав.
Локалитет је први пут био забележен од стране Ф. Kаница. Прва систематска истраживања су предузета 1981. године, када је том приликом откривено утврђење са више грађевинских фаза. На утврђењу постоји континуитет живота од неолита преко бронзаног доба, па све до краја 6. века. први пут је саграђено у 1. веку, а крајем 3. и у току 4. века изграђено је друго утврђење, рушено у два маха и обнављано у 6. веку.
Најбоље је истражено касноантичко утврђење, које је квадратног облика, димензија 18,50 x 18,50m, са кулом у средини. Бедеми су грађени од притесаног камена, са либажним слојевима од опека. Улаз у утврђење се налазило на средини западног бедема, ширине 1,80m. Kапија је у два наврата преправљана. Први пут када је на десној страни улаз био сужен додавањем довратника од опека, а други пут када је дефинитивно зазидан. У средини утврђења уздизала се кула, диментија 6 x 6m. Темељни део куле састоји се од речних облутака заливених малтером. На дно куле, на нивоу дрвених облица, био је бунар. Простор између северног, источног и јужног бедема, све до стубаца куле на западној страни, обухватале су подрумске просторије. Прилаз подрумским просторијама био је могућ постојањем степеница. Kасноантичко утврђење има два рова, ширине 3,30m. Први на 15m од бедема, други удаљен од првог 7,36m.
Kасноантичко утврђење на локалитету Мора Вагеи припада типу бургуса. На њему су издвојене две грађевинске фазе:
- Прва фаза припада времену изградње касноантичког утврђења, крајем 3. и почетком 4. века.
- Друга фаза се везује за обнову утврђења – 5. и 6. век

По пројекту Музеја Крајине од 2019. године, средствима Министарства културе и информисања Републике Србије, које је обезбедио Завод за заштиту споменика културе Ниш, обављају се конзерваторско-рестаураторске радове на археолошком локалитету, који су успешно завршени 2020. године.